# Mercedes-AMG One
Mercedes-AMG One – hybrydowy hipersamochód produkowany przez niemieckie przedsiębiorstwo Mercedes-AMG od 2022 roku.

## Historia i opis modelu

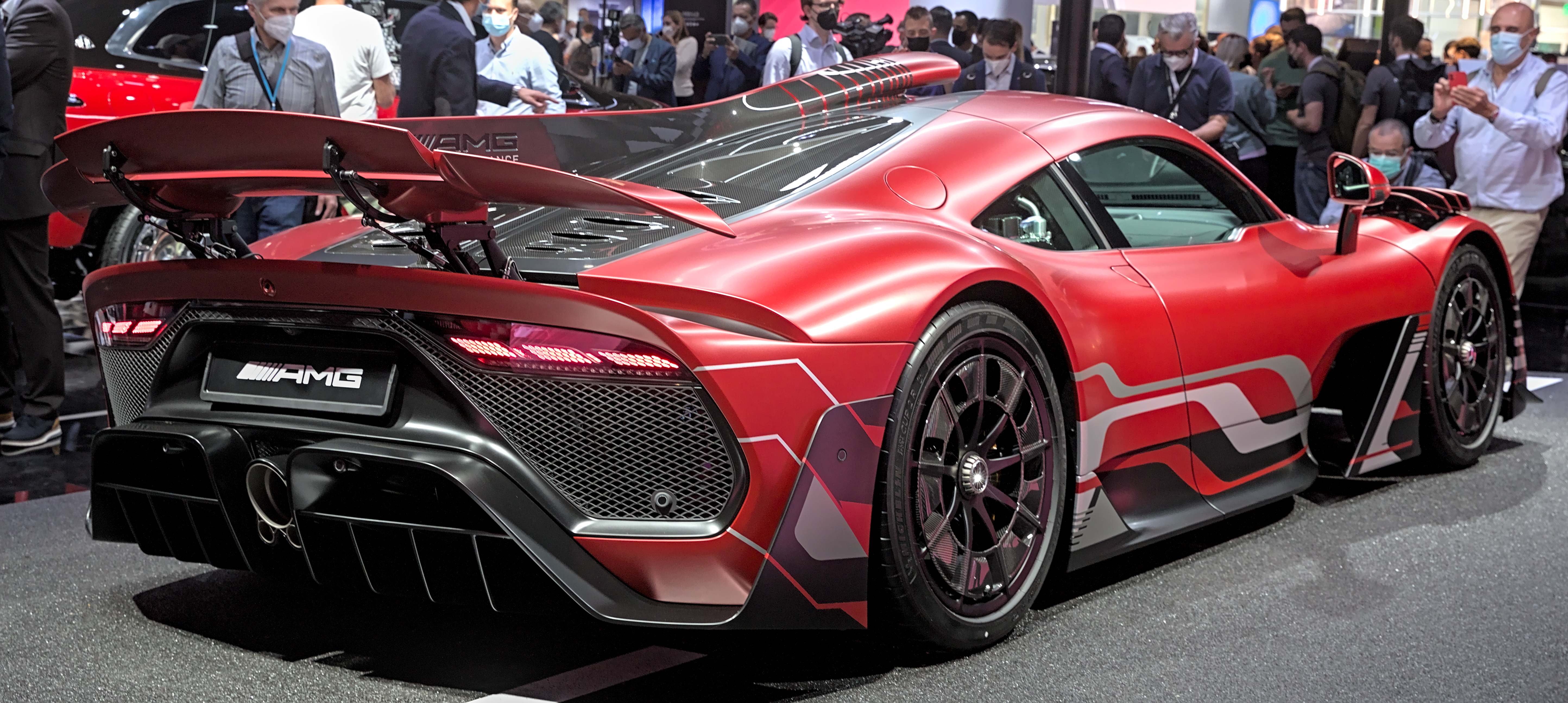
Mercedes-AMG One - tył

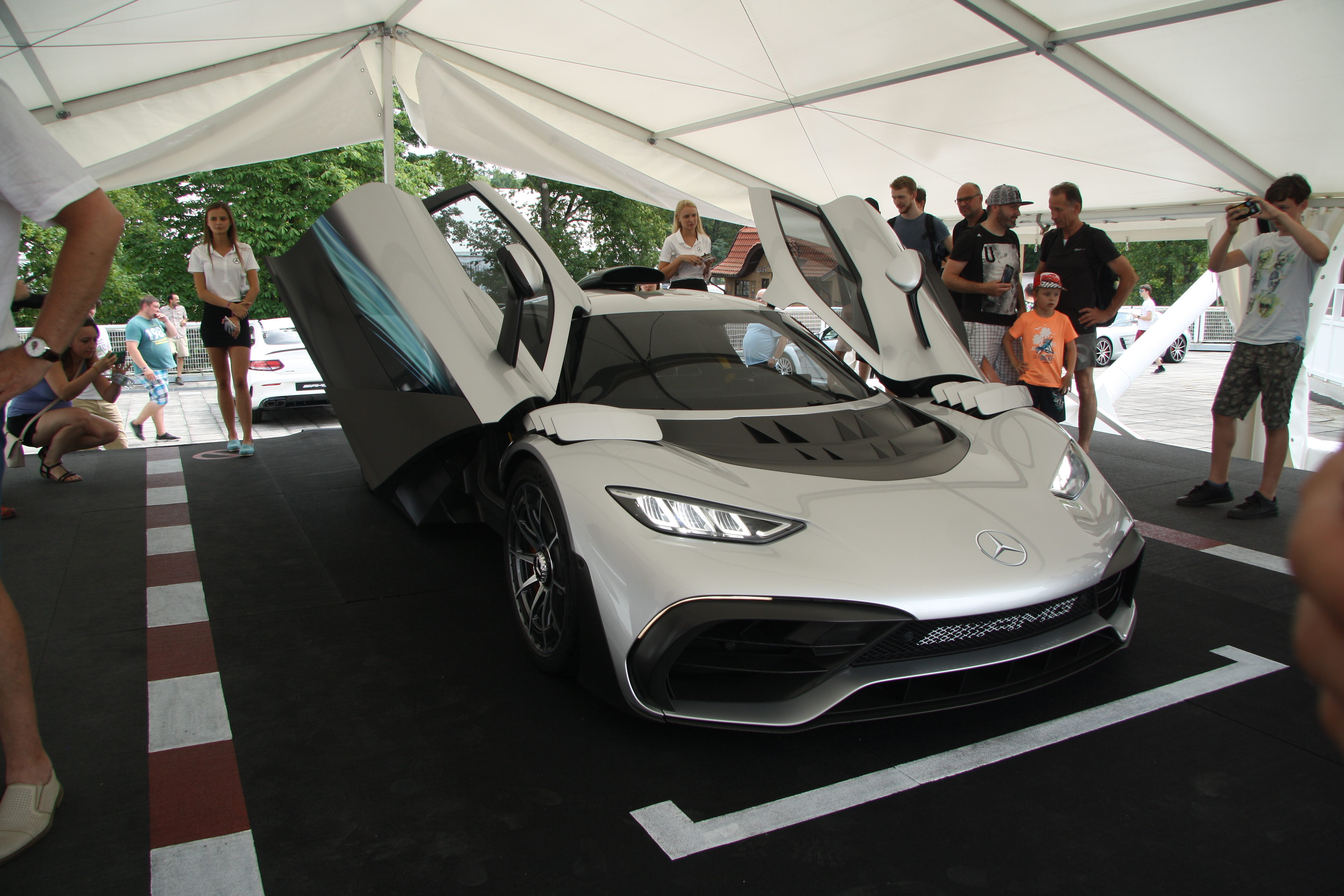
Mercedes-AMG Project One - drzwi

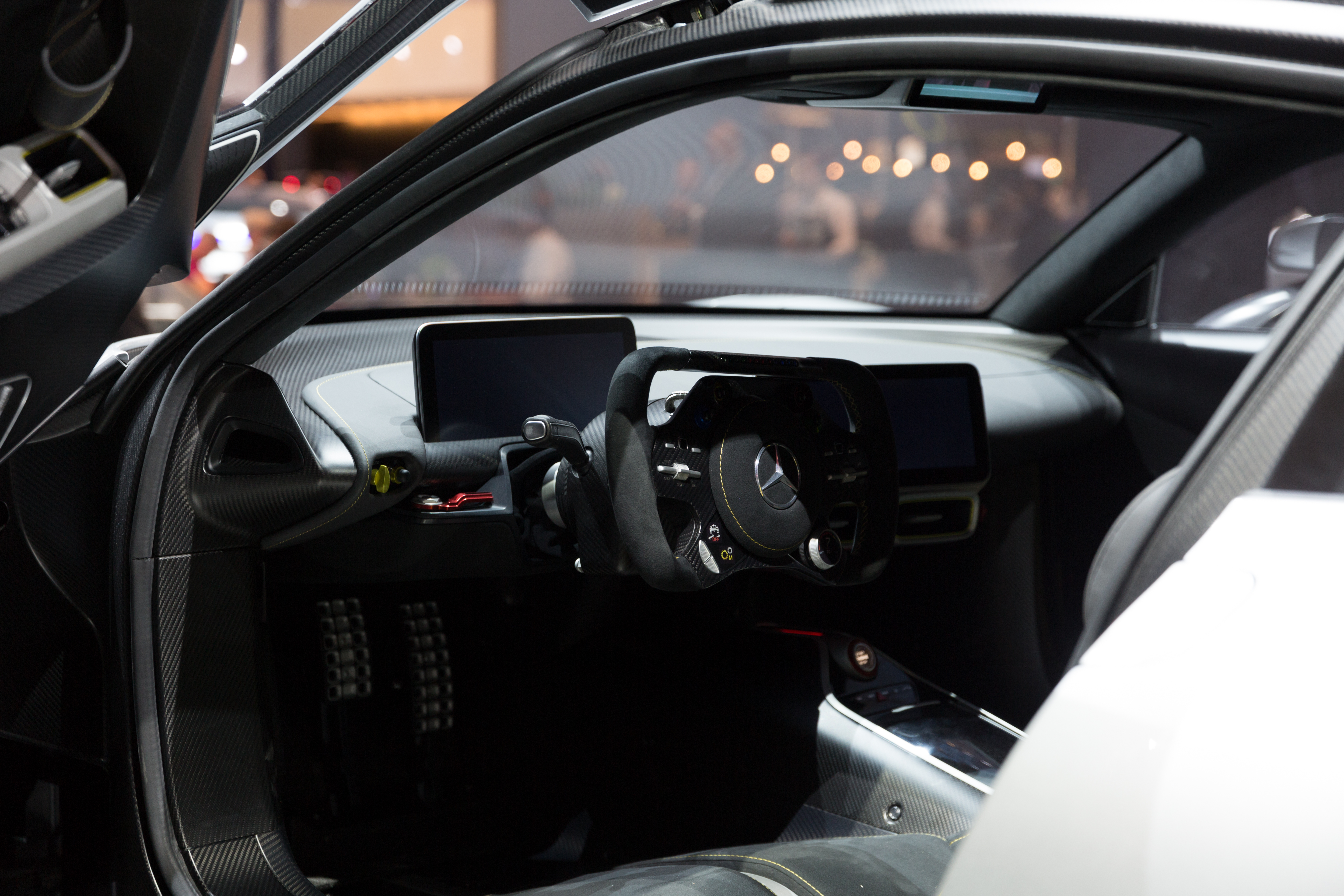
Mercedes-AMG Project One - kokpit

### Project One
Prezentacja pierwszego od czasu limitowanego CLK GTR z końca lat 90. XX wieku wyczynowego hipersamochodu Mercedesa odbyła się we wrześniu 2017 roku podczas targów samochodowych IAA we Frankfurcie nad Menem. Wówczas w towarzystwie ówczesnego prezesa Daimlera Dietera Zetsche'a oraz kierowcy zespołu Mercedesa w Formule 1 Lewisa Hamiltona zaprezentowano prototyp Mercedes-AMG Project One.
Za pomocą tego modelu oddział niemieckiej firmy zajmujący się rozwojem samochodów wyczynowych, Mercedes-AMG, zainaugurował trwający jeszcze kolejne 5 lat proces rozwojowy swojego najszybszego i najbardziej zaawansowanego technicznie samochodu drogowo-torowego, łączącego technologię filli AMG z tą stosowaną w bolidach Formuły 1. 

### One
Podczas targów motoryzacyjnych IAA 2021 w niemieckim Monachium Mercedes-AMG przedstawił przedprodukcyjny egzemplarz One'a w finalnej postaci, z nadwoziem pokrytym czerwonym, matowym lakierem. Pod kątem wizualnym samochód odróżnił się od prototypu z 2017 roku jedynie detalami takimi jak m.in. inne ospojlerowanie dla zoptymalizowania właściwości aerodynamicznych. Większość działań konstruktorzy skierowali z kolei w stronę dopracowania układu napędowego pod kątem norm emisji spalin oraz hałasu.
Wystrój kabiny pasażerskiej pozostał bliski estetyce stosowanej w klasycznych samochodach Mercedesa-Benza i Mercedesa-AMG - kokpit utworzyły dwa ekrany pełniące kolejno funkcję zegarów oraz systemu multimedialnego, z czego ten drugi obsługuje najnowszą wersję systemu operacyjnego MBUX.

### Sprzedaż
Proces rozwojowy Mercedesa-AMG One w seryjnej postaci okazał się znacznie dłuższy niż pierwotnie zakładano - choć w momencie premiery niemiecka firma zakładała odległą wówczas o 2 lata datę 2019 roku na rozpoczęcie produkcji, to nie udało się jej zrealizować - także po przesunięciu na kolejny, 2020 rok. Rozwój hybrydowego hipersamochodu wydłużył się o kolejne 2 lata, jesienią 2021 roku wskazując ostateczną datę rozpoczęcia produkcji na sierpień 2022 roku. Pierwszy egzemplarz dostarczony został do nabywcy w połowie stycznia 2023.
Podobnie jak konkurencyjne firmy budujące flagowe hipersamochody, Mercedes-AMG zaplanował zbudowanie ściśle limitowanej, niewielkiej puli One, która ograniczona została do 250 egzemplarzy w cenie 2,5 miliona dolarów za sztukę. Już na półtora roku przed premierą firma ogłosiła, że cała zaplanowana seria została wyprzedana. Do Polski trafić mają dwa egzemplarze pojazdu, z kolei każdy z 250 nabywców zobowiązany jest do powstrzymania się od sprzedaży AMG One przez rok od zakupu w celu uniknięcia zjawiska spekulacji cenowej hipersamochodem na rynku wtórnym.

### Dane techniczne
Mercedes-AMG One to hipersamochód o spalinowo-elektrycznym napędzie typu hybryda plug-in. Za podstawowy element napędu służy sześciocylindrowy silnik V6 o pojemności 1,6 litra, z bezpośrednim wtryskiem i elektronicznie sterowaną turbosprężarką. Razem z dwoma silnikami elektrycznymi o mocy 120 KM każdy, które umieszczono przy przedniej osi, układ napędowy AMG One'a napędzający wszystkie koła rozwija moc 1000 KM. Hybrydowy samochód rozpędza się do 200 km/h w 6 sekund, maksymalnie osiągając prędkość 350 km/h. Ponadto, ładowana z gniazdka bateria pozwala przejechać w trybie elektrycznym do ok. 25 kilometrów. Układ napędowy Mercedesa-AMG One jest bliźniaczy wobec technologii stosowanej w hybrydowych bolidach Formuły 1 użytkowanych przez zespół Mercedesa.